# Altolamprologus calvus
Altolamprologus calvus – gatunek słodkowodnej ryby z rodziny pielęgnicowatych. Hodowana w akwariach.

## Występowanie
Żwirowy i skalny litoral południowo-zachodniej części jeziora Tanganika, na głębokości poniżej 20 m.

## Opis
Ciało silnie bocznie spłaszczone, wygrzbiecone, ze spiczastą głową i dużym otworem gębowym. Wysoka płetwa grzbietowa. Kolor ciała od ciemnoszarego do czarnego, z oliwkowobrunatnym odcieniem, pokryte białymi kropkami. Na bokach 6-7 pionowych, czarnych pręg. Osiąga długość 13–15 cm.
Dymorfizm płciowy: samce są większe i ciemniejsze, mają dłuższe płetwy brzuszne, grzbietową i odbytową.
Ryba drapieżna, czatująca na małe ryby, podkradająca ikrę innych gatunków. Zaliczana do szczelinowców i muszlowców, ponieważ chętnie zajmuje puste muszle ślimaków z rodzaju Lanistes. Wykazuje silną agresję wewnątrzgatunkową, w akwarium można hodować tylko jedną parę. Do tarła przystępują dobrane pary (gatunek monogamiczny). Samica składa w szczelinach skalnych lub muszlach do 100 szt. ikry. Opiekę nad ikrą i narybkiem sprawuje samica, samiec natomiast chroni obejmowane przez rodzinę terytorium.
| Zalecane warunki w akwarium | Zalecane warunki w akwarium |
| --------------------------- | --------------------------- |
| Zbiornik                    | duży                        |
| Temperatura wody            | 24–27 °C                    |
| Twardość wody               | twarda 8-25°n               |
| Skala pH                    | 7,3-8,8                     |
| Pokarm                      | żywy, mrożony i suchy       |